# Ronabea isanae
Ronabea isanae är en måreväxtart som först beskrevs av Joseph Harold Kirkbride, och fick sitt nu gällande namn av Charlotte M. Taylor. Ronabea isanae ingår i släktet Ronabea och familjen måreväxter. Inga underarter finns listade i Catalogue of Life.